# Segariu
Segariu (in sardo Segarìu) è un comune italiano di 1 080 abitanti della provincia del Medio Campidano, nella subregione storica della Marmilla.
La chiesa parrocchiale è dedicata al patrono del paese, san Giorgio Martire.

## Origini del nome
Il nome Segariu, attestato in documenti del 1180, viene dal sardo campidanese "s'ega 'e riu", ("sa bega de riu") cioè "la valle acquitrinosa del fiume", in quanto l'abitato si trova sulla sponda sinistra della valle formata dal torrente Lanessi, affluente del Flumini Mannu.
Il nome Segariu potrebbe anche derivare dal fatto che il paese è attraversato dal rio Pau (arriu Pau in campidanese), quindi ne deriva "segau de s'arriu" cioè tagliato/diviso in due dal fiume.

## Storia

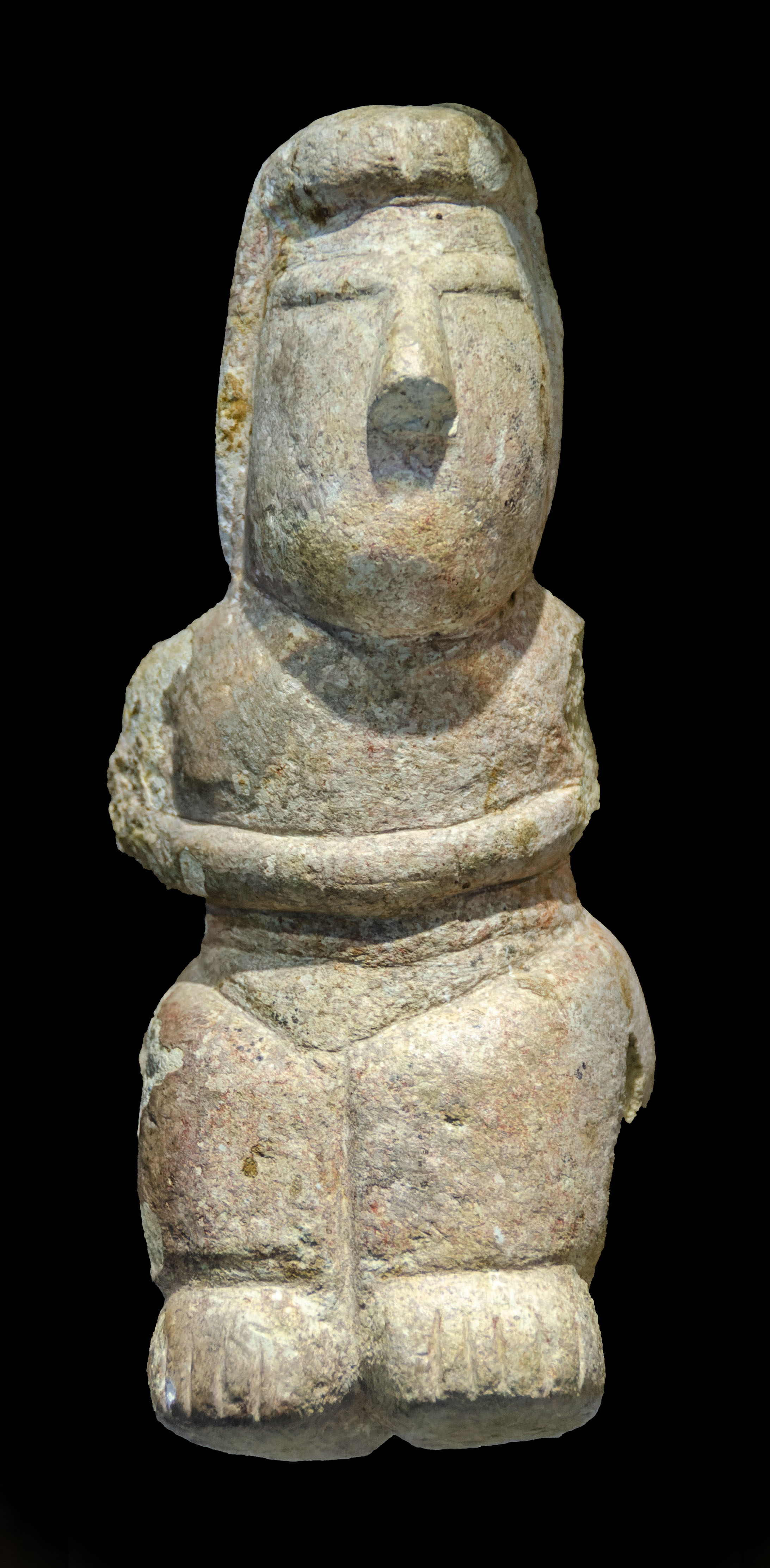
Statuetta di Dea Madre neolitica

L'area fu abitata già in epoca preistorica, ne è prova un insediamento neolitico ritrovato in località Costa Facci e Bidda. Sono inoltre presenti testimonianze di antropizzazione di età prenuragica e nuragica, in particolare due nuraghi: Franghe Morus e Sant'Antoni.
Nel medioevo appartenne al giudicato di Cagliari e fece parte della curatoria di Nuraminis. In epoca medievale il paese ebbe una certa importanza, e fu protetto da un castello (chiamato Rocca su Casteddu), di cui restano alcuni ruderi.
Alla caduta del giudicato (1258) tutta l'area passò sotto il dominio pisano, e dal 1324 sotto quello aragonese.
Gli Aragonesi nel 1414 incorporarono il paese nella baronia di Furtei, concessa a Michele Sanjust. Nel corso del Quattrocento il paese andò via via spopolandosi, fino a restare disabitato nella seconda metà del Cinquecento. Nel Seicento si ripopolò, e nel 1678 venne attestata la sua appartenenza alla baronia di Furtei, feudo dei Sanjust, ai quali il paese fu riscattato nel 1839 con la soppressione del sistema feudale.
Nel 1927 i comuni di Segariu e di Furtei furono aggregati in un unico Comune con capoluogo Furtei. Segariu sarà ricostituito nel 1945.

### Simboli
Lo stemma e il gonfalone del comune di Segariu sono stati concessi con decreto del presidente della Repubblica dell'11 settembre 2001. Lo stemma si blasona:
Il gonfalone è un drappo partito di azzurro e di bianco.

## Monumenti e luoghi d'interesse

### Architetture religiose

#### Chiesa campestre di Sant'Antonio
La chiesa di Sant'Antonio fu realizzata in periodo tardo-romanico a cavallo del XIII-XIV secolo. È situata a breve distanza dal torrente Lanessi e dal complesso nuragico di Sant'Antonio. La chiesa è composta da una navata centrale e da una sacrestia laterale di epoca più recente. All'interno della navata centrale, nei pressi della porta d'ingresso, una botola consente la discesa mediante una gradinata ad un ipogeo contenente un pozzo sacro. Era presente un loggiato antistante sorretto da quattro colonne di più recente costruzione andato però perduto a seguito dell'esondazione del fiume Lanessi nel novembre 2008.

### Siti archeologici

#### Villaggio Preistorico di Costa Faccia 'e Bidda
Nel 1987 venne individuato un insediamento preistorico in località Costa Faccia 'e Bidda situata sul versante Nord Ovest del rilievo calcareo di Monti Majori a Nord Est del centro abitato. Uno scavo del 1992 inquadrò l'ubicazione dei resti archeologici e il loro inquadramento culturale. I resti fanno parte di un abitato di capanne inquadrabile tra il neolitico recente e il calcolitico.  Sono stati ritrovati tipici strumenti litici in ossiadiana, elementi connessi con la metallurgia del rame e infine residui di pasto, in prevalenza ossa di animali domestici e valve di molluschi marini. Alcune zone hanno restituito resti umani pertinenti a sepolture di età calcolitica con individui ranicchiati.

#### Nuraghe Sant'Antonio
In prossimità del centro abitato è presente l'area archeologica del complesso nuragico di Sant'Antonio. Dopo numerose campagne di scavo archeologico è stato possibile portare parzialmente alla luce un complesso nuragico eretto in blocchi calcarei e marnacei. Il nuraghe presenta un impianto planimetrico quadrilobato, con torre centrale e quattro torri esterne. Il settore orientale a ridosso del nuraghe, e parte dei suoi settori interni, hanno restituito evidenti testimonianze di un ampio e interessante insediamento di fase tardo-punica.

## Società

### Evoluzione demografica
I primi dati sulla popolazione risalgono al 1320; all'epoca Segariu contava quasi 80 fuochi per un totale di 312 abitanti. La popolazione diminuì fino a spopolarsi completamente durante il XV secolo. Il villaggio fu ripopolato e nel 1583 si contavano 80 fuochi per un totale di 348 abitanti.
Durante il XVII secolo la popolazione diminuì a causa di epidemie di peste e di carestie e nel 1698, alla fine del periodo spagnolo, gli abitanti calarono a 286 unità.
Nel 1728, all'inizio del periodo sabaudo, la popolazione era aumentata fino a raggiungere i 494 abitanti. La popolazione continuò a crescere e nel 1848, anno in cui si ebbe la ‘‘fusione perfetta’’, contava 644 abitanti.
Nei decenni successivi la popolazione si mantenne pressoché stabile e nel 1861, quando fu effettuato il primo censimento generale della popolazione e delle abitazioni con la proclamazione del Regno d’Italia, Segariu contava 700 abitanti. Di seguito gli abitanti censiti dal 1861 ad oggi.
Abitanti censiti

### Lingue e dialetti
La variante del sardo parlata a Segariu è il campidanese occidentale.

## Amministrazione
| Periodo         | Periodo         | Primo Cittadino   | Partito                                              | Carica  | Note                                                                           |
| --------------- | --------------- | ----------------- | ---------------------------------------------------- | ------- | ------------------------------------------------------------------------------ |
| 12 maggio 1985  | 6 maggio 1990   | Vargiu Gianfranco | PCI                                                  | Sindaco | Archiviato il 19 aprile 2021 in Internet Archive.                              |
| 6 maggio 1990   | 23 aprile 1995  | Tronci Marino     | DC                                                   | Sindaco | Archiviato il 19 aprile 2021 in Internet Archive.                              |
| 23 aprile 1995  | 16 aprile 2000  | Tronci Marino     | lista civica                                         | Sindaco |                                                                                |
| 16 aprile 2000  | 8 marzo 2005    | Silenu Bruno      | Lista civica "Sviluppo solidarietà"                  | Sindaco |                                                                                |
| 8 marzo 2005    | 30 maggio 2010  | Silenu Bruno      | lista civica                                         | Sindaco |                                                                                |
| 30 maggio 2010  | 31 maggio 2015  | Tronci Marino     | Lista civica "Il futuro di Segariu è nelle tue mani" | Sindaco |                                                                                |
| 31 maggio 2015  | 26 ottobre 2020 | Fenu Andrea       | Lista civica "La rinascita"                          | Sindaco |                                                                                |
| 26 ottobre 2020 |                 | Fenu Andrea       | Lista civica "Insieme per il futuro"                 | Sindaco | https://elezioni.interno.gov.it/comunali/scrutini/20201025/scrutiniGI201110730 |